# Central Ohio Film Critics Association Award per la migliore attrice
Il Central Ohio Film Critics Association Award per la migliore attrice (Best Actress) è un premio assegnato annualmente nel corso dei Central Ohio Film Critics Association Awards.
Nelle edizioni del 2004 e del 2005 il riconoscimento alla migliore interprete femminile e al miglior interprete maschile sono stati riuniti in un'unica categoria,
miglior performance da protagonista (Best Lead Performance).

## Vincitori e candidati
I vincitori sono indicati in grassetto.
- 2002
  - Maggie Gyllenhaal - Secretary (Secretary)
  - Julianne Moore - Lontano dal Paradiso (Far from Heaven)
- 2003
  - Charlize Theron - Monster (Monster)
  - Patricia Clarkson - Station Agent (The Station Agent)
- 2006
  - Helen Mirren - The Queen - La regina (The Queen)
  - Meryl Streep - Il diavolo veste Prada (The Devil Wears Prada)
- 2007
  - Ellen Page - Juno (Juno)
  - Amy Adams - Come d'incanto (Enchanted)
- 2008
  - Melissa Leo - Frozen River - Fiume di ghiaccio (Frozen River)
  - Anne Hathaway - Rachel sta per sposarsi (Rachel Getting Married)